# Andrea Cefaly
Andrea Cefaly (Cortale, 27 agosto 1827 – Cortale, 4 aprile 1907) è stato un pittore e politico italiano.
È detto a volte "senior" per distinguerlo dal nipote Andrea Cefaly junior, a sua volta pittore.

## Biografia

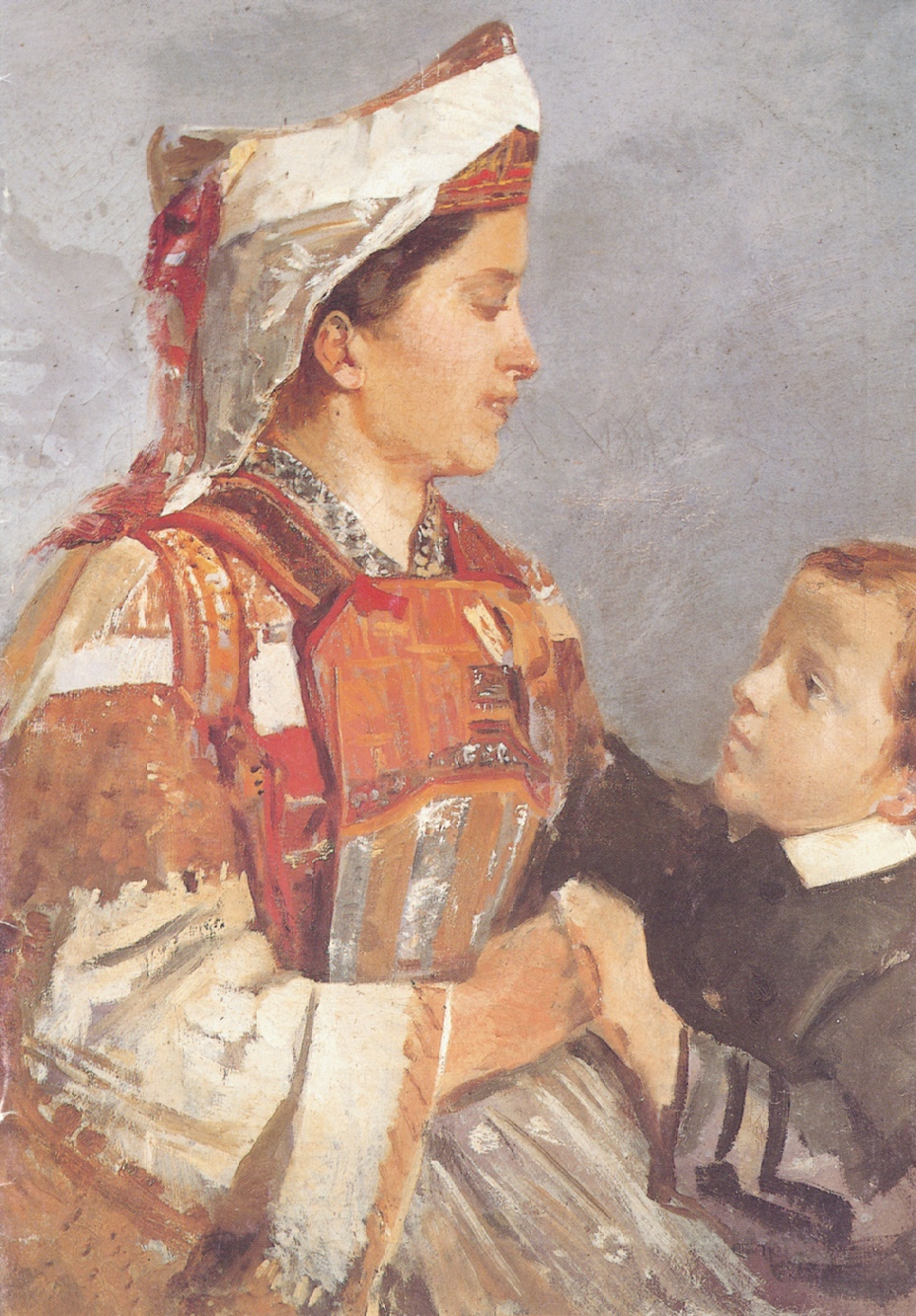
Moglie in costume Arbëreshë

Nacque a Cortale, paese in provincia di Catanzaro, da una famiglia dell'antica aristocrazia. Il padre Domenico era un proprietario terriero, la madre Caterina Pigonati era letterata e musicista. Dopo i suoi studi catanzaresi, nel collegio degli Scolopi, si trasferì nel 1842 a Napoli, per intraprendere la professione forense, e frequenta le lezioni del letterato Cesare Malpica e di Francesco de Sanctis. Vinta la resistenza paterna, si iscrisse all'Accademia di Belle Arti, allievo di Filippo Marsigli, e alla scuola libera di Giuseppe Bonolis. Nel 1848 prese parte ai Moti liberali antiborbonici e combatté nella Guardia Nazionale, di cui fu capitano, ospitò anche l'avvocato Carlo Folino, perseguitato per le sue idee liberali. Nel 1855 ritornò a Napoli, nel tempo in cui era in corso la rivoluzione pittorica verista. Due anni dopo aprì studio al vicoletto San Mattia, divenuto confluenza e officina di pittori e letterati.
Nel 1860 fu con Giuseppe Garibaldi, che seguì fino alla battaglia del Volturno, esperienza che tradusse in diverse opere pittoriche. Ritornato a Cortale, nel 1862 fondò una Scuola di Pittura, con presidente onorario Garibaldi. La scuola fu frequentata da molti artisti del paese, Raffaele Foderaro e Michele Mangani e di quelli viciniori, Guglielmo Tomaini da San Pietro Apostolo, Antonio Palmieri e Guglielmo De Martino da Lamezia Terme, Carmelo Davoli da Filadelfia, Antonio Migliaccio da Girifalco, Gregorio e Raffaele Cordaro da Borgia, ed ebbe termine nel 1875.
Si interessò attivamente di politica e fu consigliere comunale e provinciale (anni 1871-1875), deputato repubblicano al parlamento (1876-1880), nella I e III legislatura del Regno d'Italia, quando la destra era al potere, cercando sempre di sensibilizzare gli ambienti politici intorno alle tristi condizioni della Calabria di allora.

## Attività artistica

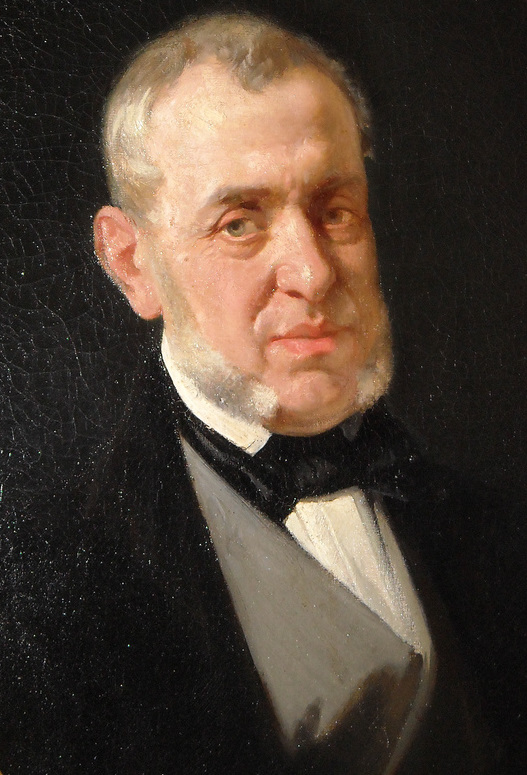
Cefaly, Ritratto di Saverio Mercadante

Cefaly partecipò a molte esposizioni del tempo, tra le quali bisogna ricordare:
- la Mostra Borbonica di Napoli del 1859, a cui inviò Minosse e La Traviata (che fu premiata con Gran Medaglia al merito distinto e che si trova a Parigi, Museo del Louvre, col titolo La Tradita);
- la Mostra Nazionale di Firenze del 1861, con le opere La battaglia di Capua (o anche Campagna del Volturno, 1º ottobre 1860, commissionatagli da Vittorio Emanuele II, in data 7 dicembre 1860, Reggio Calabria, Museo Nazionale di Reggio Calabria) e l'Allegoria: il cavallo sfrenato (Napoli) che abbatte la reazione, riproposta alla Promotrice del '62;
- le Promotrici Napoletane del 1862, 1863, con Costumi calabresi, 1866, con Il miglior modo di viaggiare in Calabria (Napoli - Museo di Castel Nuovo), opera che assieme a I calabresi, veduto ch'è inutile lo sperare più strade tentano mettersi in relazione con gli altri popoli affidandosi ad un pallone spinto da un razzo volante presentò anche l'anno dopo 1867, 1880, con la Francesca da Rimini (Napoli - Museo di Capodimonte), 1883, con alcune opere in ceramica: Corradino, L'Inferno, Cavallo aggredito dai lupi, Partenza dei bersaglieri e due tele: Accanto al camino e Archimede sorpreso dai soldati mentre è assorto nei suoi studi, 1884, con Fiori e farfalle e Germanico fa partire le donne dal campo;
- l'Esposizione di Vienna del 1873, con La battaglia di Benevento, anche questa premiata (Catanzaro - Museo provinciale);
- la Mostra Nazionale di Napoli del 1877, con Amore e morte, Morte di Spartaco, Il viaggio di Caino attraverso lo spazio;
- la Mostra di Roma del 1883, con Ritratto del prof. Zuppetta, Chi compra Manfredi? (Catanzaro – Museo provinciale), La battaglia di Legnano, ripresentata all'Esposizione Generale Italiana di Torino del 1884 (Catanzaro - Museo provinciale).

Cefaly ebbe una produzione molto vasta e molto varia, dai dipinti dal vero di matrice palizziana, ai ritratti, ai quadri di soggetto letterario e storico. Negli ultimi anni incentrò il tema del suo lavoro sugli episodi della Divina Commedia.
Oltre a quelle già indicate, un nucleo consistente di sue opere è conservato nel Museo Provinciale di Catanzaro (tra le altre, La barca di Caronte, Episodio garibaldino, Autoritratto, Nevicata, Il cavadenti, Morte di Raffaello, Tramonto, Famiglia in terrazza, La moglie in giardino, Donna albanese con capra, La Madonna dell'Uva, Terrazza a Sorrento, Incendio di Roma, Progresso in America, Bivacco di garibaldini, La scuola obbligatoria, Caino, Piccarda Donati), in altre sedi della città (Bruto che condanna i figli, 1863, venduto per una somma notevole alla Provincia, nella cui sede è allocato, e per il quale ottenne una medaglia d'oro) e in collezioni private; un gruppo di cinque ritratti di compositori e musicisti (Ettore Berlioz, Michele Costa, E. Camillo Sivori, Niccolò Paganini, Ferdinando von Hiller) si trovano nel Conservatorio di San Pietro a Majella di Napoli; nel 2011 è stata allestita nel Complesso dell'ex Istituto Rossi di Catanzaro una pinacoteca a lui dedicata in seguito alla donazione da parte della famiglia di una vasta collezione privata; altre opere dell'artista sono sparse in musei italiani (ritratto di Saverio Mercadante, Napoli - Museo di San Martino) e stranieri. Si conosce anche un'opera scultorea, All'Italia, nella Piazza del suo paese. Presso la 1ª Mostra d'Arte Calabrese di Catanzaro, organizzata nel 1912 in occasione delle onoranze decretate dalla Provincia a “Cefaly, pittore e patriota”, trovarono posto novantuno opere; altre furono esposte alle Mostre Calabresi d'Arte Moderna di Reggio Calabria negli anni 1920, '23, '24, e alla prima retrospettiva catanzarese del 1953. Nel 1998 nel Complesso monumentale del San Giovanni, Catanzaro, si è svolta un'importante rassegna su “Cefaly e la Scuola di Cortale” a cura di Tonino Sicoli e Isabella Valente. Una mostra a lui dedicata ha avuto luogo nell'aprile del 2014 nei locali del Complesso monumentale del San Giovanni di Catanzaro.
Episodicamente fu anche scrittore (poesie, scritti d'arte) e musicista (suonava l'oboe e il pianoforte e fu inventore di uno strumento a tre corde, il “pèssolo”).